# Syceurytoma
Syceurytoma is een geslacht van vliesvleugeligen uit de familie Eurytomidae. De wetenschappelijke naam van dit geslacht is voor het eerst geldig gepubliceerd in 1981 door Boucek.

## Soorten
Het geslacht Syceurytoma is monotypisch en omvat slechts de volgende soort:
- Syceurytoma ficus Boucek, 1981